# جام ستارگان قطر
جام ستارگان قطر یا اووردو کاپ قطر (به عربی : کأس نجوم قطر) یک تورنمنت فوتبال در سطح کشور قطر است که با حضور تیم های لیگ ستارگان قطر و به صورت حذفی و تک مسابقه برگزار می شود. اولین بار این مسابقات در سال ۲۰۰۹ برگزار شد. هدف از برگزاری این تورنمنت به طور کلی برای قهرمانی بیشتر و ایجاد رقابت بیشتر بین باشگاه ها در طول فصل است. فقط باشگاه هایی که در سطح اول لیگ ستارگان قطر بازی می کنند جواز حضور در این مسابقات را پیدا می کنند.

## فینال ها
- 2009 : الغرافه 5-0 الاهلی
- 2010 : السد 1-0 ام صلال
- 2011-12 : الوکره 0-0 الخریطیات (10-9 ضربات پنالتی)
- 2012-13 : الجیش 2-0 العربی
- 2013-14 : القطر 3-2 السد
- 2017-18 : الغرافه 3-2 الریان
- 2018-19 : الغرافه 1-0 الدحیل
- 2019-20 : السد 4-0 العربی
- 2020-21 : السیلیه 2-0 الریان

## قهرمانان
| باشگاه  | تعداد قهرمانی |
| ------- | ------------- |
| الغرافه | 3             |
| السد    | 2             |
| الوکره  | 1             |
| الجیش   | 1             |
| القطر   | 1             |
| السیلیه | 1             |